# Joe Fountain
Edwin Joseph Fountain (21 tháng 9 năm 1871 – 1946) là một cầu thủ bóng đá người Anh sinh ra ở Aston, giờ là một phần của Birmingham, thi đấu ở Football League cho Small Heath. Fountain, là một tiền đạo cánh trái, không thể cạnh tranh được với Fred Wheldon và Toddy Hands. Ông có màn ra mắt tại First Division ngày 9 tháng 2 năm 1895 trong trận hòa 1–1 trên sân nhà trước Sunderland, và thi đấu thêm 1 lần trong mùa giải đó và 1 lần nữa đến cuối mùa giải tiếp theo, trước khi trở lại bóng đá địa phương ở vùng Midlands.
Ông kết hôn với Emily Jane Payne ở Birmingham ngày 21 tháng 12 năm 1895. Ông mất năm 1946.